# 王孚鏞
王孚鏞（?—?），字序東，贵州黃平人，清朝政治人物、同進士出身。

## 生平
乾隆三十一年（1766年）丙戌科進士，三甲六名，官山東朝城縣知縣。著有《雲岩詩草》。